# اتفاقية مونترو
اتفاقية مونترو بشأن نظام المضائق أو اختصارا اتفاقية مونترو، هي اتفاقية عقدت في مونترو عام 1936، منحت تركيا السيطرة على مضيقي البوسفور والدردنيل التركيتين، وتنظم عبور السفن الحربية التابعة للبحرية. وتضمن حرية مرور السفن المدنية في وقت السلم، وتقيد مرور السفن البحرية التي لا تنتمي إلى دول البحر الأسود. وكانت شروط الاتفاقية مصدر جدل على مر السنين، وخصوصا حول وصول قوات الاتحاد السوفيتي العسكرية إلى البحر الأبيض المتوسط.
وقِّعت الاتفاقية في 20 يوليو 1936 في قصر مونترو في سويسرا، وسمحت لتركيا بإعادة تسليح المضائق. دخلت الاتفاقية حيز التنفيذ في 9 نوفمبر 1936، وتم تسجيلها في مجموعة معاهدات عصبة الأمم في 11 ديسمبر 1936. ولا تزال سارية المفعول.
قد يكون مشروع قناة إسطنبول (بالتركية: Kanal İstanbul)‏ في القرن الحادي والعشرين، الذي بنشئ حاليًا، بمثابة تجاوز محتمل لاتفاقية مونترو، حيث يسمح بمزيد من الحكم الذاتي التركي فيما يتعلق بمرور السفن العسكرية (التي هي مقيدة بالعدد والحمولة والأسلحة) من البحر الأسود إلى بحر مرمرة. يتضمن مشروع القناة بناء ممر مائي اصطناعي بطول 45 كيلومترًا عبر تراقيا، يربط بحر مرمرة بالبحر الأسود. في حين أن هذا الطريق سيكون متوازيًا تقريبًا، ولكن ليس عبر مضيق البوسفور، يمكن القول إن السفن التي تمر عبره لا تخضع لشروط اتفاقية مونترو. وتزدحم حاليا حركة الشحن عبر مضيق الدردنيل بشدة مع فترات انتظار طويلة للمرور عبر مضيق البوسفور. فالغرض الأساسي لمشروع القناة هو تيسير حركة الشحن وزيادة الإيرادات من خلال توفير طريق بحري بديل. ومع ذلك فإن قدرة القناة المحتملة على إنهاء ما يقرب من قرن من القيود التي فرضها نظام مونترو لم يتجاهلها المعلقون والسياسيون على حد سواء. وفي يناير 2018 أعلن رئيس الوزراء التركي ووزير النقل السابق بن علي يلدرم أن القناة في الواقع لن تخضع لاتفاقية مونترو. تم تلقي هذا الإعلان بشكل سلبي من حكومة روسيا وإعلامها، وقد عارض الكثيرون تفسير الحكومة التركية للشروط الأصلية للاتفاقية.

## البداية

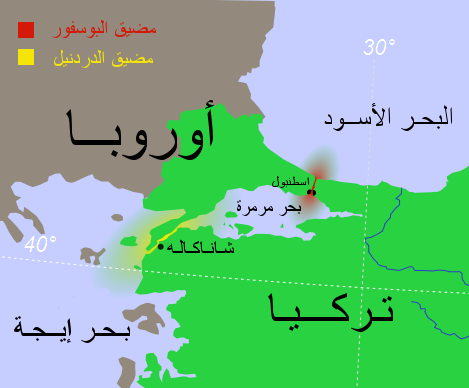
مضيقي البوسفور والدردنيل

كانت الاتفاقية واحدة من سلسلة من الاتفاقيات في القرنين التاسع عشر والعشرين والتي سعت إلى معالجة قضية المضائق طويلة الأمد حول من يجب أن يسيطر على الرابط الحيوي الاستراتيجي بين البحر الأسود والبحر الأبيض المتوسط. ففي سنة 1923 نزعت معاهدة لوزان سلاح الدردنيل وفتحت المضائق أمام حركة مرور مدنية وعسكرية غير مقيدة، تحت إشراف لجنة المضائق الدولية التابعة لعصبة الأمم.
ولكن بحلول أواخر الثلاثينيات تغير الوضع الاستراتيجي في البحر الأبيض المتوسط مع صعود إيطاليا الفاشية التي سيطرت على جزر دوديكانيسيا التي يقطنها اليونانيون قبالة الساحل الغربي لتركيا وشيدت تحصينات في رودس وليروس وكوس. خشي الأتراك من أن تسعى إيطاليا لاستغلال الوصول إلى المضيق لتوسيع قوتها في الأناضول ومنطقة البحر الأسود. كما كانت هناك مخاوف من إعادة التسلح البلغاري. على الرغم من أنه لم يُسمح لتركيا بتحصين المضائق، إلا أنها فعلت ذلك سراً.
في أبريل 1935 أرسلت الحكومة التركية مذكرة دبلوماسية مطولة إلى الموقعين على معاهدة لوزان تقترح عقد مؤتمر حول اتفاقية نظام جديد للمضيق وطلبت من عصبة الأمم السماح بإعادة بناء حصون الدردنيل. وفي المذكرة أوضح وزير الخارجية التركي توفيق رشدي آراس أن الوضع الدولي قد تغير بشكل كبير منذ 1923. في ذلك الوقت كانت أوروبا تتجه نحو نزع السلاح وضمان دولي للدفاع عن المضيق. فظهور أزمة الحبشة سنتي 1934 و 1935، وإدانة ألمانيا لمعاهدة فرساي والتحركات الدولية تجاه إعادة التسلح تعني أن الضمان الذي كان يهدف إلى الحماية من انعدام الأمن التام للمضائق قد اختفى بدوره. في الواقع أعلن آراس:«إن القوى الأكثر اهتمامًا تعلن عن وجود خطر اندلاع حريق عام». وتمثلت نقاط الضعف الرئيسية في النظام الحالي في أن آلية الأمن الجماعي هي بطيئة للغاية وغير فعالة، فلم يكن هناك أي طارئ لتهديد عام بالحرب، ولكن أيضا لم يكن هناك بند لدفاع تركيا عن نفسها. لذلك كانت تركيا مستعدة للدخول في مفاوضات بهدف الوصول في المستقبل القريب إلى إبرام اتفاقيات بشأن لوائح نظام المضائق في ظل ظروف أمنية لا غنى عنها لحرمة أراضي تركيا، وبروح أكثر ليبرالية من أجل التنمية المستمرة للملاحة التجارية بين البحر الأبيض المتوسط والبحر الأسود.
كان الرد على المذكرة إيجابيًا بشكل عام، حيث وافقت أستراليا وبلغاريا وفرنسا وألمانيا واليونان واليابان ورومانيا والاتحاد السوفيتي وتركيا والمملكة المتحدة ويوغوسلافيا على حضور المفاوضات في مونترو بسويسرا، والتي بدأت في 22 يونيو 1936 لم يتم تمثيل قوتين رئيسيتين: فإيطاليا التي دفعت سياساتها التوسعية العدوانية إلى المؤتمر في المقام الأول قد رفضت الحضور، ورفضت الولايات المتحدة حتى إرسال مراقب.
طرحت كل من تركيا والمملكة المتحدة والاتحاد السوفيتي مقترحاتها الخاصة، والتي هدفت بشكل أساسي إلى حماية مصالحها. ففضل البريطانيون استمرار النهج التقييدي نسبيًا، بينما سعى الأتراك إلى نظام أكثر ليبرالية أعاد تأكيد سيطرتهم على المضائق واقترح السوفييت نظامًا يضمن حرية المرور المطلقة. سعى البريطانيون بدعم من فرنسا إلى استبعاد الأسطول السوفيتي من البحر الأبيض المتوسط، حيث ربما كان يهدد ممرات الشحن الحيوية إلى الهند ومصر والشرق الأقصى. وفي النهاية نال البريطانيون بعض طلباتهم بينما نجح السوفييت في ضمان منح دول البحر الأسود - بما في ذلك الاتحاد السوفيتي - بعض الإعفاءات من القيود العسكرية المفروضة على الدول غير المطلة على البحر الأسود. تم التصديق على الاتفاقية من قبل جميع الحاضرين في المؤتمر باستثناء ألمانيا، التي لم تكن من الدول الموقعة على معاهدة لوزان، وبتحفظات من اليابان، ودخلت حيز التنفيذ في 9 نوفمبر 1936.
يُعزى استعداد بريطانيا لتقديم تنازلات إلى الرغبة في تجنب دفع تركيا للتحالف مع أدولف هتلر أو بينيتو موسوليني أو الوقوع تحت تأثيرهما. وهكذا كانت الخطوة الأولى في سلسلة من الخطوات التي اتخذتها بريطانيا وفرنسا لضمان بقاء تركيا إما على الحياد أو الميل نحو الحلفاء الغربيين في حالة حدوث أي صراع مستقبلي مع المحور.

## نص الاتفاقية
كما ورد في الديباجة، ألغت الاتفاقية الفقرات المتعلقة بالمضائق في معاهدة لوزان، التي نصت على نزع السلاح من جزيرتي ليمنوس وسمدرك اليونانيتين إلى جانب نزع سلاح الدردنيل وبحر مرمرة والبوسفور والجزر التركية امروز وبزجادة وتافشان.
تتكون الاتفاقية من 29 مادة وأربعة ملاحق وبروتوكول واحد. تتناول المواد (2-7) مرور السفن التجارية. تتناول المواد 8-22 مرور السفن الحربية. فالمبدأ الأساسي لحرية المرور والملاحة منصوص عليه في المادتين 1 و 2. فالمادة 1 تنص على أن «إقرار وتأكيد الأطراف الدولية المتعاقدة على مبدأ حرية المرور والملاحة في المضائق». ونصت المادة 2 على «تمتع السفن التجارية بالحرية الكاملة للمرور والملاحة في المضائق في وقت السلم، ليلا ونهارا، وتحت أي علم وأي نوع من البضائع».
وتم إلغاء لجنة المضائق الدولية، وفوضت العسكرية التركية بالسيطرة الكاملة على المضائق وإعادة تحصين مضيق الدردنيل. سُمح لتركيا بإغلاق المضيق أمام جميع السفن الحربية الأجنبية في زمن الحرب أو عندما تكون مهددة بالعدوان. كما تم التصريح برفض عبور السفن التجارية التابعة لدول التي هي في حالة حرب مع تركيا.
كما فُرِض بعض القيود الدقيقة جدا على نوع السفن الحربية المسموح لها بالمرور. فيجب على الدول التي ليس لها شواطئ على البحر الأسود وترغب في إرسال سفينة إخطار تركيا قبل 8 أيام من موعد للمرور. كما لا يجوز لأكثر من تسع سفن حربية أجنبية مجموع حمولتها الإجمالية 15,000 طن أن تعبر في وقت واحد. وأيضًا لا يمكن لأي سفينة يزيد وزنها عن 10,000 طن بالمرور. يجب ألا تزيد الحمولة الإجمالية لجميع السفن الحربية غير التابعة للبحر الأسود في البحر الأسود عن 30 ألف طن (أو 45 ألف طن في ظروف خاصة) وسُمح لها بالبقاء في البحر الأسود لمدة لا تزيد عن 21 يومًا. ويجوز فقط لدول البحر الأسود عبور سفنها الرئيسية بحمولة مفتوحة، وأن لا يزيد مرافقيها عن مدمرتين.
بموجب المادة 12 يُسمح لدول البحر الأسود بإرسال غواصاتها عبر المضيق مع إشعار مسبق، طالما سفنها في طور البناء أو الشراء أو أرسلت للصيانة خارج البحر الأسود. اتفق على أن القواعد الأقل تقييدًا المطبقة على دول البحر الأسود هو امتياز فعلي للاتحاد السوفيتي، الدولة الوحيدة المطلة على البحر الأسود -باستثناء تركيا- التي لديها عدد كبير من السفن أو الغواصات. وسُمِح بعبور الطائرات المدنية بين البحر الأبيض المتوسط والبحر الأسود ولكن عبر طرق تسمح بها الحكومة التركية.

## التنفيذ
كانت أحكام الاتفاقية هي انعكاس إلى حد كبير للوضع الدولي في منتصف الثلاثينيات. وخدمت بشدة المصالح التركية والسوفيتية، حيث مكّن الأتراك من استعادة السيطرة العسكرية على المضيق، وتأكيد الهيمنة السوفيتية على البحر الأسود. على الرغم من أن الاتفاقية قيدت قدرة السوفييت على إرسال قوات بحرية إلى البحر الأبيض المتوسط، فأرضى ذلك مخاوف البريطانيين بشأن التدخل السوفيتي في أي مجال للنفوذهم، إلا أنها ضمنت أيضًا عدم تمكن القوى الخارجية من استغلال المضائق لتهديد الاتحاد السوفيتي. كان لذلك تداعيات كبيرة خلال الحرب العالمية الثانية عندما منعت الاتفاقية قوى المحور من إرسال قوات بحرية عبر المضيق لمهاجمة الاتحاد السوفيتي. وبذلك أضحت قدرات المحور البحرية محدودة للغاية في حملاتها في البحر الأسود، معتمدة بشكل أساسي على السفن الصغيرة التي تم نقلها برا عن طريق السكك الحديدية والقنوات.
احتلت السفن المساعدة والسفن التجارية المسلحة منطقة رمادية، وأدى عبور تلك السفن عبر المضيق إلى احتكاك بين الحلفاء وتركيا. أدت الاحتجاجات المتكررة من موسكو ولندن إلى قيام الحكومة التركية بحظر تحركات سفن المحور «المشبوهة» اعتبارًا من يونيو 1944 بعد السماح لعدد من السفن المساعدة الألمانية بعبور المضيق.

### حاملات الطائرات
على الرغم من أن الحكومة التركية استشهدت باتفاقية مونترو على حظر حاملات الطائرات عبور المضيق، إلا أن الاتفاقية لا تحتوي في الواقع على حظر صريح على حاملات الطائرات. ومع ذلك فإن حاملات الطائرات الحديثة أثقل من الحد الأقصى البالغ 15 ألف طن المفروض على السفن الحربية، مما يجعل من المستحيل على القوى غير المطلة على البحر الأسود عبور حاملات الطائرات الحديثة عبر المضيق.
بموجب المادة 11 يُسمح لدول البحر الأسود بعبور السفن الرئيسية المضائق بأي حمولة، لكن الملحق الثاني يستبعد على وجه التحديد حاملات الطائرات من تعريف السفينة الرئيسية. وفي سنة 1936 كان من الشائع أن تحمل البوارج طائرات مراقبة. لذلك تم تعريف حاملات الطائرات على أنها سفن «تم تصميمها أو تكييفها أساسًا لغرض حمل وتشغيل الطائرات في البحر». لذلك فإدراج طائرة في أي سفينة أخرى لا يصنفها بأنها حاملة طائرات.
صنف الاتحاد السوفيتي سفنه من فئة كييف وفئة كوزنتسوف على أنها «طرادات تحمل طائرات» لأن هذه السفن تكون مسلحة بصواريخ كروز P-500 وP-700، والتي تشكل أيضًا التسلح الرئيسي للطراد فئة سلافا وطراد معركة فئة كيروف. وكانت النتيجة أن البحرية السوفيتية يمكن أن ترسل طراداتها الحاملة للطائرات عبر المضيق وفقًا للاتفاقية، ولكن في الوقت نفسه تمنع الاتفاقية وصول حاملات طائرات الناتو والتي تجاوزت أوزانها حد 15,000 طن.
قبلت تركيا بتسمية الطرادات السوفيتية التي تحمل طائرات بأنها طرادات حاملة طائرات، لأن أي مراجعة للاتفاقية يمكن أن يضعف سيطرة تركيا على مضائقها، حيث جعلت اتفاقية الأمم المتحدة لقانون البحار عبور المضائق الأخرى أكثر حرية. وبالسماح للطرادات السوفيتية الحاملة للطائرات بعبور المضيق، يمكن لتركيا أن تترك اتفاقية مونترو المتشددة دون تغيير.

## الخلافات

### الاتحاد السوفيتي
ظلت الاتفاقية سارية المفعول، ولكن لم تخلُ من نزاعات. فقد تحداها الاتحاد السوفيتي مرارًا وتكرارًا خلال الحرب العالمية الثانية والحرب الباردة. فسعى ستالين أوائل 1939 إلى فتح مسألة المضيق مرة أخرى، واقترح سيطرة تركية-سوفيتية مشتركة على المضائق، متذمرًا من أن «دولة صغيرة [أي تركيا] مدعومة من بريطانيا تُمسِك بدولة عظمى من الحلق ولا تمنحها أي منفذ». بعد توقيع ميثاق مولوتوف-ريبنتروب بين الاتحاد السوفيتي وألمانيا النازية، أبلغ وزير الخارجية السوفيتي فياتشيسلاف مولوتوف نظرائه الألمان أن الاتحاد السوفيتي يرغب في السيطرة العسكرية على تلك المضائق وإنشاء قاعدة عسكرية خاصة به هناك. أعاد السوفييت فتح القضية في 1945 و 1946، فطالبوا بمراجعة اتفاقية مونترو في مؤتمر خاص ليس به أكثر الموقعين على مونترو، وأن السيطرة تكون مشتركة على المضائق مع وجود عسكري سوفيتي دائم. رفضت تركيا ذلك بشدة على الرغم من «إستراتيجية التوتر» السوفياتية المستمرة. استغل السوفييت لسنوات عديدة بعد الحرب العالمية الثانية القيود المفروضة على عدد السفن الحربية الأجنبية من خلال ضمان وجود إحدى سفنه الدائم في المضيق، وبالتالي منع أي دولة غير تركيا من إرسال سفن حربية عبر المضيق. امتد الضغط السوفيتي إلى مطالب كاملة لمراجعة اتفاقية مونترو، مما أدى إلى أزمة المضائق التركية سنة 1946، مجبرا تركيا بالتخلي عن سياسة الحياد. فتلقت في 1947 مساعدات عسكرية واقتصادية أمريكية بموجب مبدأ ترومان (الاحتواء) وانضمت في سنة 1952 إلى حلف شمال الأطلسي إلى جانب اليونان.

### الولايات المتحدة
وأيضًا أثار مرور السفن الحربية الأمريكية عبر المضيق جدلًا، حيث حظرت الاتفاقية عبور أي سفن حربية لغير دول البحر الأسود بمدافع يزيد عيارها عن ثماني بوصات (203 ملم). وقد أرسلت الولايات المتحدة في الستينيات سفنا حربية تحمل صواريخ ASROC [الإنجليزية] من عيار 420 ملم عبر المضيق، مما أثار احتجاجات سوفييتية. ولكن رفضت الحكومة التركية الشكاوى السوفيتية، معللة بأن الصواريخ الموجهة ليست مدفعية، وبما أن هذه الأسلحة لم تكن موجودة وقت الاتفاقية فهي غير مقيدة.
وفقًا لجيسون ديتز محرر أخبار Antiwar.com، فقد شكلت اتفاقية مونترو عقبة أمام التحشد البحري الأمريكي في البحر الأسود بسبب شروطها المنظمة لحركة السفن الحربية للدول التي ليس لها سواحل على البحر الأسود. كتب مركز الأبحاث الأمريكي ستراتفور أن هذه الشروط تضع علاقة تركيا بالولايات المتحدة والتزاماتها كعضو في حلف الناتو في صراع مع روسيا ولوائح اتفاقية مونترو. فصرحت البحرية الأمريكية أن قواتها ستواصل العمل في البحر الأسود وفقًا للاتفاقية.

### عسكرة الجزر اليونانية
ألغت تلك الاتفاقية بنود معاهدة لوزان حول المضائق، ومنها نزع السلاح من جزيرتي ليمنوس وسمدرك اليونانيتين. واعترفت تركيا في حق اليونان بعسكرة تلك الجزر، وفقاً للرسالة التي بعث بها السفير التركي روسن إسريف في أثينا في ذلك الوقت إلى رئيس الوزراء اليوناني في 6 مايو 1936، بناءً على تعليمات من حكومته. وكررت الحكومة التركية هذا الموقف عندما اعترف وزير الخارجية التركي آنذاك رشدي آراس في خطابه أمام الجمعية الوطنية التركية بمناسبة التصديق على اتفاقية مونترو دون تحفظ بحق اليونان القانوني في نشر قوات في ليمنوس وسمدرك بالبيان التالي: «تم إلغاء الأحكام المتعلقة بجزيرتي ليمنوس وسمدرك اللتين تنتمي إلى اليونان البلد الصديق، والتي تم تجريدها من السلاح تطبيقاً لمعاهدة لوزان في 1923 بموجب معاهدة مونترو الجديدة التي منحتنا الكثير من الرضا».
بعد تدهور العلاقات بين الدولتين في العقود التالية، نفت تركيا أن تكون المعاهدة قد أثرت على الجزر اليونانية، وسعت إلى إعادة تنفيذ الجزء المرتبط بالمضائق في معاهدة لوزان.

### إصلاحات 1994
بعد دخول اتفاقية الأمم المتحدة لقانون البحار (UNCLOS) حيز التنفيذ في نوفمبر 1994، ظهرت دعوات لمراجعة اتفاقية مونترو وتكييفها لجعلها متوافقة مع نظام UNCLOS الذي يحكم المضائق المستخدمة للملاحة الدولية. ومع ذلك فإن رفض تركيا الطويل الأمد التوقيع على اتفاقية قانون البحار يعني أن مونترو لا تزال سارية دون مزيد من التعديلات.
أصبحت سلامة السفن التي تمر عبر مضيق البوسفور مصدر قلق كبير في السنوات الأخيرة حيث زاد حجم حركة المرور بشكل كبير منذ توقيع الاتفاقية: من 4500 سفينة في 1934 إلى 49,304 بحلول 1998. بالإضافة إلى المشاكل البيئية الواضحة، فإن المضيق يشطر مدينة اسطنبول حيث يعيش أكثر من 14 مليون شخص على شواطئها، وبالتالي فإن الحوادث البحرية في المضيق تشكل خطرًا كبيرًا على السلامة العامة. ومع ذلك لا تنص الاتفاقية على أي حكم لتنظيم الشحن لأغراض السلامة وحماية البيئة. وفي يناير 1994 تبنت الحكومة التركية «لوائح حركة الملاحة البحرية للمضايق التركية ومنطقة مرمرة». وقد أدخل ذلك نظامًا تنظيميًا جديدًا «لضمان سلامة الملاحة والأرواح والممتلكات وحماية البيئة في المنطقة» ولكن دون انتهاك مبدأ مونترو الخاص بالمرور الحر. أثارت اللوائح الجديدة بعض الجدل عندما أثارت روسيا واليونان وقبرص ورومانيا وأوكرانيا وبلغاريا اعتراضات. ومع ذلك فقد وافقت عليها المنظمة البحرية الدولية على أساس أنها لا تهدف إلى المساس بحقوق أي سفينة تستخدم المضيق بموجب القانون الدولي. تم تعديل اللوائح في نوفمبر 1998 لمعالجة المخاوف الروسية.